# Masaji Kitano
Masaji Kitano (jap. 北野 政次 / きたの まさじ Kitano Masaji; ur. 14 lipca 1894, zm. 17 maja 1986) – japoński lekarz, mikrobiolog, generał porucznik Cesarskiej Armii Japońskiej, zbrodniarz wojenny. W latach 1942–1944 dowódca tajnej jednostki wojskowej cesarskiej armii japońskiej znanej jako Jednostka 731, realizującej program badań i rozwoju broni biologicznej i chemicznej. 
Masaji Kitano, tak jak pozostali członkowie jednostki 731, uniknął odpowiedzialności za swoje czyny. W 1951 roku, wraz z innymi japońskimi zbrodniarzami: Naito Ryoichi i Futagi Hideo, założył bank krwi, który przekształcił się z czasem w jedną z największych japońskich firm farmaceutycznych – Green Cross Corporation.